# ABC-анализ
ABC-анализ — метод, позволяющий классифицировать ресурсы фирмы по степени их важности. Этот анализ является одним из методов рационализации и может применяться в сфере деятельности любого предприятия. В его основе лежит принцип Парето — 20 % всех товаров дают 80 % оборота. По отношению к ABC-анализу правило Парето может прозвучать так: надёжный контроль 20 % позиций позволяет на 80 % контролировать систему, будь то запасы сырья и комплектующих, либо продуктовый ряд предприятия и т. п. Часто ABC-анализ путают с ABC-методом, расшифровывая ABC как Activity Based Costing, что в корне неверно.
ABC-анализ — анализ товарных запасов путём деления на три категории:
- А — наиболее ценные, 20 % — ассортимента (номенклатура); 80 % — продаж
- В — промежуточные, 30 % — ассортимента; 15 % — продаж
- С — наименее ценные, 50 % — ассортимента; 5 % — продаж

В зависимости от целей анализа может быть выделено произвольное количество групп. Чаще всего выделяют 3, реже 4-5 групп.
По сути, ABC-анализ — это ранжирование ассортимента по разным параметрам. Ранжировать таким образом можно и поставщиков, и складские запасы, и покупателей, и длительные периоды продаж — всё, что имеет достаточное количество статистических данных.
Результатом АВС анализа является группировка объектов по степени влияния на общий результат.
АВС-анализ основывается на принципе дисбаланса, при проведении которого строится график зависимости совокупного эффекта от количества элементов. Такой график называется кривой Парето, кривой Лоренца или ABC-кривой. По результатам анализа ассортиментные позиции ранжируются и группируются в зависимости от размера их вклада в совокупный эффект.
В логистике ABC-анализ обычно применяют с целью отслеживания объёмов отгрузки определённых артикулов и частоты обращений к той или иной позиции ассортимента, а также для ранжирования клиентов по количеству или объёму сделанных ими заказов.

## Порядок проведения АВС-анализа
1. Определяем цель анализа (а зачем, собственно, нужен вам этот анализ?).
2. Определяем действия по итогам анализа (что будем делать с полученными результатами?).
3. Выбираем объект анализа (что будем анализировать?) и параметр анализа (по какому признаку будем анализировать?). Обычно объектами АВС-анализа являются поставщики, товарные группы, товарные категории, товарные позиции. Каждый из этих объектов имеет разные параметры описания и измерения: объём продаж (в денежном или количественном измерении), доход (в денежном измерении), товарный запас, оборачиваемость и т. д.
4. Составляем рейтинговый список объектов по убыванию значения параметра.
5. Рассчитываем долю параметра от общей суммы параметров с накопительным итогом. Доля с накопительным итогом высчитывается путём прибавления параметра к сумме предыдущих параметров.
6. Выделяем группы А, В и С: присваиваем значения групп выбранным объектам.

Методов выделения групп существует порядка десяти, наиболее применимы из них: эмпирический метод, метод суммы и метод касательных. В эмпирическом методе разделение происходит в классической пропорции 80/15/5. В методе суммы складывается доля объектов и их совокупная доля в результате — таким образом значение суммы находится в диапазоне от 0 до 200 %. Группы выделяют так: группа А — 100 %, В — 45 %, С — остальное. Достоинства метода — большая гибкость. Самым гибким методом является метод касательных, в котором к кривой АВС проводится касательная, отделяя сначала группу А, а затем С.
Вероятности возникновения спроса на материальные ресурсы А, В и С подчинены различным законам. Установлено, что в большинстве промышленных и торговых фирм примерно 80 % стоимости объёма продаж составляют всего около 10 % наименований номенклатуры (группа А), 15 % стоимости — 25 % наименований (группа В), 5 % стоимости — 65 % наименований (группа С). Существует множество способов выделения групп в ABC-анализе.
Анализ АВС широко используется при планировании и формировании ассортимента на различных уровнях гибких логистических систем, в производственных системах, системах снабжения и сбыта.
Эксперты советуют с осторожностью подходить к сдвигам границ ABC групп (80/15/5), дело в том, что обычно на практике используют деление 80 % 15 % и 5 %. В случае если Вы сдвинете границы, внешний слушатель (или эксперт) может сделать неверные выводы исходя из приведенных Вами показателей например для группы «С». Так как его ожидания о группе «С» = 5 % не совпадут с измененными Вами правилами выделения групп.